# Lacus Perseverantiae

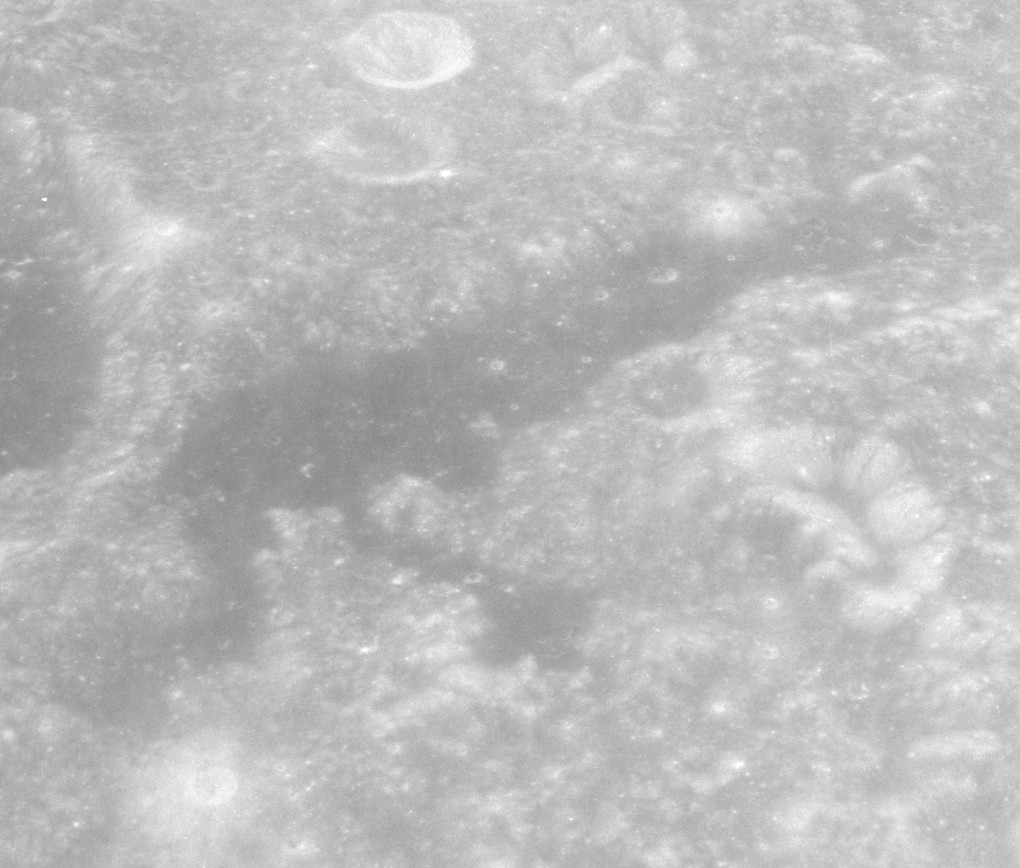
Vista obliqua del Lacus Perseverantiae mirant al sud (missió Apol·lo 17)

El Lacus Perseverantiae (en llatí, "Llac de la Perseverança") és una petita mar lunar que s'estén cap a l'oest del sector exterior nord-occidental del cràter Firmicus, amb extensions més petites al nord-est i nord-oest del seu extrem oriental.

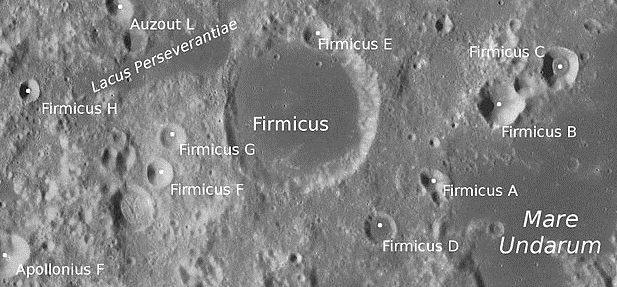
Entorn del Lacus Perseverantiae, a l'oest del prominent cràter Firmicus

Les seves coordenades selenogràfiques són 8.0° Nord, 62.0° Est, i la seva longitud és d'uns 70 km, encara que el seu ample màxim no supera els 15 km. El nom del llac va ser adoptat per la Unió Astronòmica Internacional en 1979.